# زلزال تانغشان 1976
لقد كان زلزال تانغشان، والمعروف كذلك باسم زلزال تانغشان العظيم، أحد الكوارث الطبيعية حيث وقع يوم الأربعاء، الموافق 28 يوليو عام 1976. وينظر إليه على أنه أكبر زلزال في القرن العشرين حسب عدد القتلى. ولقد كان مركز الزلزال بالقرب من تانغشان في خبي، في جمهورية الصين الشعبية، وهي عبارة عن مدينة صناعية يقطنها حوالي مليون نسمة. ولقد كان عدد الوفيات الذي ذكرته حكومة الصين في البداية 655,000 قتيل، إلا أن عدد الضحايا قد تقرر بعد ذلك على أنه يتراوح بين 240,000 إلى 255,000 قتيل. كما تم تسجيل إصابة 164,000 شخص آخر بإصابات خطيرة. وقد وقع الزلزال أثناء سلسلة من الأحداث السياسية التي طالت الحزب الشيوعي الصيني، مما أدى في النهاية إلى إنهاء حكم عصابة الأربعة على يد الزعيم الذي تم اختياره ليخلف ماو، وهو هوا جيو فينج. وينظر إلى الكوارث الطبيعية في الفكر التقليدي الصيني على أنها تمهيد للتغيير في الأسر الحاكمة.
وقع الزلزال في الصباح الباكر، في الساعة 03:42:53.8 بالتوقيت المحلي (يوم السابع والعشرين من يوليو عام 1976، الساعة 19:42:53.8 حسب التوقيت العالمي المنسق)، واستمر لمدة 23 ثانية. وقد ذكرت المصادر الرسمية في الحكومة الصينية أن قوة الزلزال كانت 7.8 على مقياس ريختر، إلا أن بعض المصادر ذكرت أن قوة الزلزال وصلت إلى 8.2. وقد تلا هذا الزلزال هزة أرضية تابعة بلغت قوتها 7.1 على مقياس ريختر بعد 16 ساعة من وقوعه، مما أدى إلى زيادة عدد القتلى إلى 255,000 نسمة. وكان السبب وراء هذا الزلزال هو تمزق صدع تانغشان بطول 25 ميلاً، والذي يمر عبر المدينة، بسبب القوى التكتونية الناجمة عن انزلاق صفيحة أخوتسك بما يتجاوز الصفيحة الأوراسية.

## التحذيرات والتنبؤات المبكرة
تم الإبلاغ عن ارتفاع مستوى المياه في بئر يوجد في قرية خارج تانغشان وانخفاضه ثلاث مرات قبل يوم من وقوع الزلزال. كما اندفع الغاز من بئر آخر في قرية أخرى في يوم 12 يوليو، ثم تزايد هذا الاندفاع في 25 يوليو و26 يوليو. وقد لاحظ سكان المدينة في منطقة «وسط المدينة» ممن لديهم أسماك أن الأسماك كانت مضطربة، حيث كانت تقفز للخروج من حوض السمك، كما لو كانت تحاول الهروب؛ وبالتالي، فإن بعض الحيوانات قد توقعت وقوع الزلزال.
وقبل أكثر من نصف شهر قبل وقوع الزلزال، استنتج وانج تشينجمين (Wang Chengmin) من إدارة التحليل والتوقع بمكتب الرصد الزلزالي بالدولة (SSB) أن منطقة تانغشان يمكن أن تتعرض لزلزال كبير في الفترة بين 22 يوليو و5 أغسطس عام 1976. وقد تمت ملاحظة إشارات غير طبيعية في مناطق بكين وتيانجين وتانغشان وبوهاي وتشانغجياكو. وقد بذل وانج جهدًا كبيرًا من أجل نشر تلك المعلومات على 60 شخصًا. وأحد الأشخاص المذكورين في القائمة في تشينغلونغ كان المسؤول وانج تشونكينج (王春青).

### الاستعداد: مقاطعة تشينغلونغ
بعد إبلاغ وانج تشونكينج بتلك المخاوف، قامت مقاطعته باتخاذ هذا التقرير على محمل الجد. وقد أظهرت بعض المصادر أن المقاطعة كانت تعد للأمر منذ عامين قبل ذلك. وقد حاول ما يصل إلى 800 فرد من المقاطعة الاستجابة. وفي يومي 25 و26 يوليو عام 1976، كانت كل مجتمعات تشينغلونغ تعقد اجتماعات للطوارئ من أجل إعداد وإعلام سكان القرى. وقد تم فحص المباني وتم الاهتمام بخزانات المياه بشكل خاص. وقد قرر السكرتير المسئول عن المقاطعة ران جوانجبي (Ran Guangqi) المخاطرة بمستقبله السياسي وبعض فترات السجن من أجل إعداد سكان المقاطعة الذين بلغ عددهم 470,000 نسمة للزلزال المتوقع من خلال توجيه الطلبات إلى المسؤولين من أجل تعليم السكان وإخلاء السكان المحليين إلى مناطق أكثر أمنًا.

## الأضرار

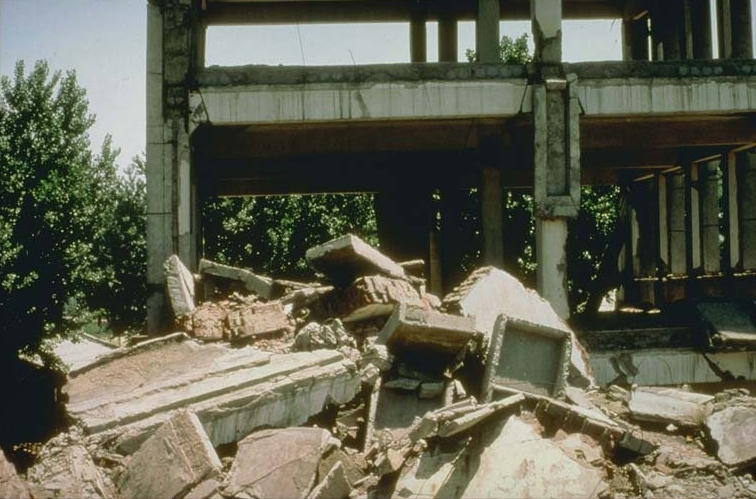
سويت المباني بالأرض عندما وقع الزلزال.

وتعزى الخسائر الضخمة في الأرواح التي نجمت عن هذا الزلزال إلى وقت وقوعه ودرجة مفاجأته، بالإضافة إلى نوعية وطبيعة المباني في الصين. ولم يحدث مع هذا الزلزال سوابق الهزة الأرضية التي غالبًا ما تحدث مع الزلازل التي تصل قوتها إلى تلك الدرجة من القوة. كما أن الزلزال وقع قبل الساعة الرابعة صباحًا بقليل، أثناء نوم الناس وعدم استعدادهم. كما أن تانغشان نفسها كان من المعتقد أنها موجودة في منطقة منخفضة المخاطر نسبيًا. وكان القليل للغاية من المباني قد بنيت بالاعتماد على هندسة الزلازل لتحمل الزلازل كما أن المدينة نفسها مبنية على تربة غرينية غير مستقرة. وبالتالي، فقد تم تدمير مئات الآلاف من المباني.
وقد دمر الزلزال المدينة في مسافة تقريبية تصل إلى 6.5 كيلومتر (4.0 ميل) في 8 كيلومتر (5.0 ميل). وقد حوصر العديد من الأشخاص الذين نجوا من الزلزال الأول تحت أنقاض المباني المنهارة. وقد شعر السكان بالهزة الأرضية حتى شيان التي تبعد حوالي 760 كم (470 ميل) عن المدينة. وقد تم تدمير خمسة وثمانين بالمئة من المباني في المدينة وتحولت إلى أنقاض، وبالتالي أصبحت غير قابلة للسكنى. وقد انتشرت الموجات الزلزالية إلى مسافات شاسعة، حيث تسببت في حدوث أضرار في مدن مثل تشينهوانغداو وتيانجين، بالإضافة إلى تدمير القليل من المباني في مناطق بعيدة مثل بكين، على بعد 140 كم من مركز الزلزال. وقد قدرت الخسائر الاقتصادية الناجمة عن الزلزال بإجمالي 10 مليارات يوان.

## أعداد القتلى

### إحصائيات مثيرة للجدل
حتى فترة قريبة للغاية، جعلت البيئة السياسية في الصين من الصعوبة بمكان تحديد نطاق الكوارث الطبيعية بشكل صحيح. وقد اهتمت الحكومات المتتابعة بـ مظهر التناسق والوئام بدلاً من توفير معلومات دقيقة عن الأضرار. كما حدث زلزال تانغشان في فترة حساسة من الناحية السياسية أثناء أواخر الثورة الثقافية، مما كان يجعل من الصعوبة بمكان الوصول إلى إحصائيات دقيقة على وجه الخصوص. لقد تسبب زلزال تانغشان في مقتل 242.000 نسمة، حسب الأرقام الرسمية، رغم أن بعض المصادر تقول إن عدد القتلى هو ثلاثة أضعاف هذا الرقم. ويمكن أن تجعله هذه الأرقام أكثر الزلازل التي أدت إلى حدوث وفيات في العصر الحديث، كما أنه ثاني أو ثالث أكبر زلزال أدى إلى حدوث وفيات في التاريخ المسجل. والجدير بالذكر أن عدد سكان تانغشان في وقت الزلزال كان مقدرًا بحوالي 1.6 مليون نسمة وأن معظم العقارات في مدينة تانغشان قد سويت بالأرض.
ويرى العديد من الخبراء أن الحكومة الصينية لم تقم مطلقًا بالإعلان عن العدد الدقيق لحالات الوفيات في تلك الكارثة. وقد ورد رقم الوفيات 242,419 نسمة من خدمة رصد الزلازل الصينية في عام 1988،  في حين أن بعض المصادر قد قدرت عدد الوفيات بما صل إلى 650.000 نسمة. كما أن بعض المصادر الأخرى قد قالت أن العدد يصل إلى 700,000 نسمة. وقد ذكرت اللجنة الثورية في هيبي أن التقديرات المبدئية هي 655,000 قتيل و779,000 جريح.

## آثار ما بعد الكارثة

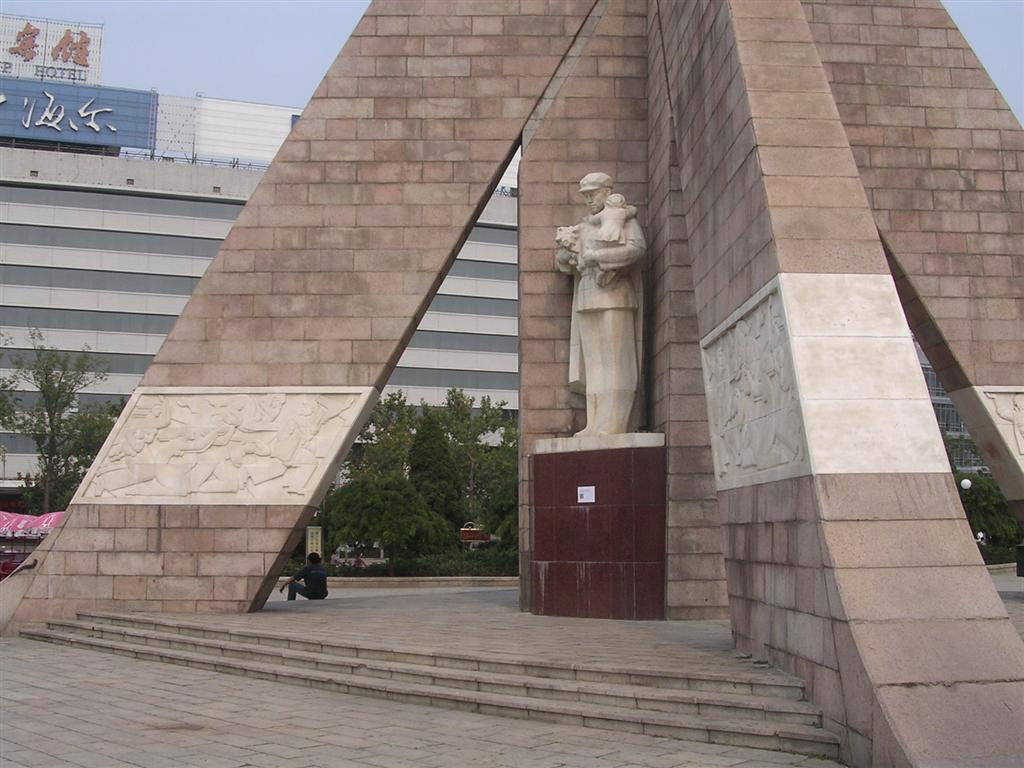
النصب التذكاري لزلزال تانغشان في تيانجين

رفضت حكومة الحكومة الصينية قبول المساعدات الدولية من الأمم المتحدة، وأصرت على اتباع سياسة الاكتفاء الذاتي. وأرسلت شنغهاي 56 فريقًا طبيًا إلى تانغشان، بالإضافة إلى جيش التحرير الشعبي الذي كان يقدم يد العون بالإضافة إلى محاولة تحسين صورته التي تشوهت بسبب تدميرات الحرس الأحمر التي حدثت في وقت سابق. وقد بدأت عمليات إعادة إنشاء البنية التحتية على الفور في تانغشان، وتمت إعادة بناء المدينة ككل. واليوم، أصبحت مدينة تانغشان موطنًا لحوالي ثلاثة ملايين شخص وتعرف باسم «مدينة الشجاعة في الصين».

## الآثار السياسية لما بعد الكارثة
لقد حدث هذا الزلزال في أكثر السنوات دراماتيكية في تاريخ الصين الشعبية. وقد سبق الزلزال وفاة شو إن لاي (Zhou Enlai) بعدة أشهر، ثم تبع ذلك وفاة ماو تسي تونغ في سبتمبر. وقد ساهمت التداعيات السياسة وآثارها في نهاية الثورة الثقافية. وقد اهتم خليفة ماو المنتخب هوا جيو فينج بالأمر، وبالتالي تمكن من تقوية مركزه كزعيم للصين. حيث قام مع تشين يونجواي (Chen Yonggui) بإجراء زيارة شخصية إلى تانغشان في الرابع من أغسطس للاطلاع على الأضرار وتم تصويره وهو يقوم بعمليات التنظيف ومواساة الناجين.
وقد غمر الزعماء الذين كانوا يعارضون عودة دينج شياو بينج، خصوصًا تلك المجموعة التي أطلق عليها اسم عصابة الأربعة، الصحافة باهتمامهم بشأن الضحايا، إلا أنهم قالوا صراحة أنه لا يجب أن يتحول اهتمام الأمة بسبب الزلزال، وأن الأولوية كانت تتركز على التنديد بدينج بدلاً من ذلك. وقد نقل عن جيانج كينغ قولها على نطاق واسع أنه «لم يكن هناك سوى عدة مئات من الآلاف من القتلى. إذًا، ماذا بعد؟ إلا أن إدانة دينج شاو بينج أمر يهم 800 مليون نسمة.» ومن بين شعارات عصابة الأربعة الأخرى: «الحذر كل الحذر من محاولات دينج تشينج لاستغلال الخوف من الزلزال من أجل إخماد الثورة!»

## المقارنة
في علم الجغرافيا الصيني، حدث أكبر زلزال أدى إلى حدوث وفيات في التاريخ في عام 1556 في شانشي، في الصين. ويقدر عدد الوفيات الذين لقوا حتفهم في زلزال شانشي عام 1556 بـ 830,000 شخص في الصين، إلا أنه من الصعوبة بمكان التحقق من دقة الأرقام الواردة من تلك الفترة. وهناك زلزال آخر وهو زلزال هايوان 1920 في مقاطعة قانسو، والذي أدى إلى وفاة حوالي 235.000 نسمة. وفي عام 1927، ضرب زلزال آخر نفس المنطقة، ولكن في هذه المرة في تشينينغ، حيث سجل 8.6 درجة على مقياس ريختر، كما أدى إلى وفاة 200.000 نسمة. وتشتمل الزلازل الأخرى التي أدت إلى خسائر ضخمة في الأرواح في نفس الحقبة على زلزال جريت كانتو 1923، والذي أدى إلى مقتل 143,000 نسمة في طوكيو في عام 1923.
وكان لـ زلزال سيشوان 2008 نفس القياس على مقياس ريختر حيث كانت قوته 8.0 درجات. إلا أنه وقع في منطقة جبلية أعاقت جهود الإغاثة بشكل كبير بسبب تكوين المنطقة المجاورة. كما أن نظام الاستجابة لزلزال سيشوان كان أسرع وأكثر تنظيمًا من زلزال تانغشان، حيث إن البيئة السياسية والاجتماعية والفنية كانت مختلفة. وقد سمحت الحكومة الصينية حينها بتقديم المساعدات الدولية وفتح منطقة الكارثة أمام وسائل الإعلام.